# Hoplolabis (Parilisia) complicata
Hoplolabis (Parilisia) complicata is een tweevleugelige uit de familie steltmuggen (Limoniidae). De soort komt voor in het Palearctisch gebied.